# De Sliert wint veld!
De Sliert wint veld! is het eerste stripalbum uit de reeks De Sliert. Het werd geschreven en getekend door Jean Roba. Voor het scenario werd hij geholpen door Vicq. Het verhaal verscheen voor het eerst in 1962 in Spirou (nummers 1247-1267). Het album verscheen voor het eerst in 1965. Het oorspronkelijke album bevatte ook het kortverhaal De Sliert neemt mensen aan! dat in de jaren tachtig in De Sliert op zoek werd opgenomen. Bij de herdruk van De Sliert wint veld! in 1983 werd dit kortverhaal niet langer opgenomen.
In het verhaal De Sliert wint veld! speelt Yvan Delporte, destijds hoofdredacteur van Spirou, een rolletje als televisiepresentator.

## Verhaal
De Kaaimannen eisen dat De Sliert hun speelterrein verlaten, zo niet vallen er klappen. Gelukkig krijgt De Sliert net versterking van Hatsjie en Hatsja, een Japanse tweeling. Ze maken hun meerwaarde voor de groep al snel duidelijk als ze de Kaaimannen weten te verslaan met hun judokwaliteiten.
Tijdens de nacht belandt een zwerver per ongeluk op het terrein van De Sliert. Hij legt zich te slapen in de oude bus op het veld. De volgende dag laat Archibald James een rijkelijk maal voor hem aandienen. James krijgt per ongeluk een affiche met slecht nieuws op zijn neus geplakt: het speelterrein staat te koop. De kinderen willen het stuk grond kopen, maar ze hebben slechts genoeg om een optie te nemen. Arie Schobberd, de rijkste man van de stad, heeft echter ook zijn zinnen gezet op het lapje grond en is niet opgezet met de genomen optie, waardoor hij niet kan kopen. Om De Sliert buiten spel te zetten, rekent hij op de hulp van kleine boefjes die hij op straat tegenkomt: de Kaaimannen.
De leden van De Sliert proberen intussen de rest van het bedrag te verdienen door te werken. Ze worden tegengewerkt door Schobberd en de Kaaimannen. Het lijkt er op dat ze nooit genoeg geld bijeen krijgen, totdat hun "landloper", in feite een gevierd acteur, plots met een smak geld komt aanzetten: de kinderen kunnen het terrein kopen.